# Maybach-Motorenbau

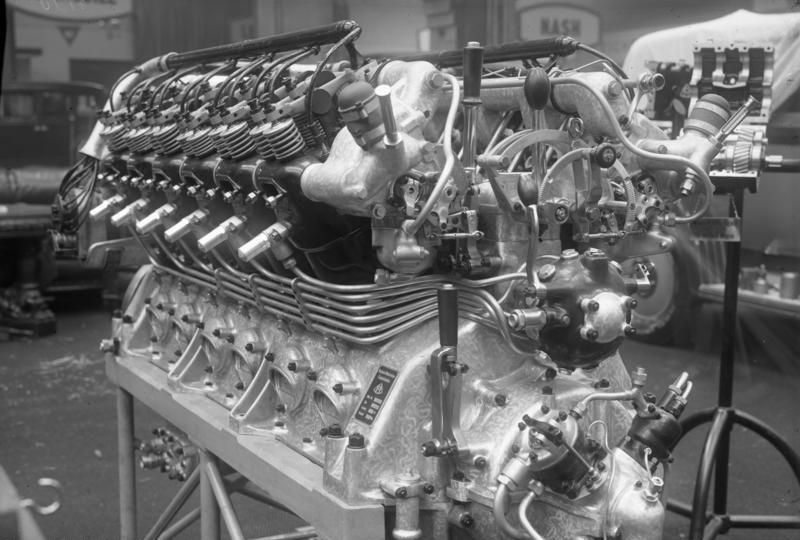
Un motore Maybach usato per spingere i dirigibili Zeppelin.

La Maybach-Motorenbau GmbH è un'azienda meccanica tedesca, produttrice di motori per dirigibili e carri armati, nonché di automobili di lusso e rotabili ferroviari. Dal 2002 la ragione sociale è mutata in Maybach-Motorenbau e dal 2014 il marchio è denominato Mercedes-Maybach.

## Storia

### Origini
Le origini di quello che in seguito sarebbe stato considerato il più rappresentativo costruttore di motori per dirigibili (ed in seguito uno dei più rappresentativi nel campo della auto di lusso), per ironia della sorte, ebbe inizio da uno spaventoso incidente occorso ad un dirigibile. Costruire dirigibili, infatti, non era una novità assoluta: già negli ultimi anni del XIX secolo, il conte Ferdinand von Zeppelin cominciò ad occuparsi di dirigibili, cercando di studiare dei metodi per risolvere alcuni problemi, tra cui quello della direzionalità degli aerostati.
Nel 1898 riuscì ad ottenere un brevetto con cui proteggere in maniera retroattiva un suo progetto risalente a tre anni prima: nel 1899 cominciò la costruzione di un dirigibile rigido (lo Zeppelin LZ 1) con cui avrebbe compiuto i primi giri di prova l'anno seguente.
I motori utilizzati erano costruiti dalla Daimler Motoren Gesellschaft, che di lì a pochissimo sarebbe rimasta orfana del suo fondatore, Gottlieb Daimler. Il suo più fido collaboratore, Wilhelm Maybach, era il principale artefice dei motori che la DMG applicava praticamente in tutti i campi, dalle automobili alle imbarcazioni e fino agli aerostati. Nel 1900 il conte von Zeppelin ebbe modo di conoscere Maybach e di rendersi conto del suo genio: tra i due si instaurò un rapporto di autentica fiducia.
Lo spaventoso incidente di cui sopra avvenne il 5 agosto del 1908, quando un dirigibile Zeppelin, lo Zeppelin LZ 4, durante un volo incappò in una tempesta e precipitò al suolo distruggendosi. Tale episodio, però, anziché far nascere dubbi a proposito dell'affidabilità o meno di un veicolo volante, accentuò le manifestazioni di solidarietà da parte dell'opinione pubblica ed arrivarono nuovi fondi di sostegno per permettere a von Zeppelin di far fronte alle perdite economiche dovute al disastro e di fondare la Luftschiffbau Zeppelin.
Nel frattempo, Wilhelm Maybach si era dimesso dalla DMG a causa di aspri dissapori con i suoi colleghi e il conte von Zeppelin colse la palla al balzo per proporre al grande genio dei motori di entrare a far parte dell'organico della neonata azienda di dirigibili. Maybach accettò ed entrò nel capitale dell'azienda stessa, che cambiò ragione sociale in Luftfahrzeug-Motorenbau GmbH: fu così che il 23 marzo 1909, a Bissingen/Enz, nacque la nuova azienda per la costruzione di dirigibili. Alla fondazione collaborò anche il figlio di Wilhelm Maybach, Karl, che fin dall'inizio ricoprì il ruolo di direttore tecnico.

### L'era dei dirigibili

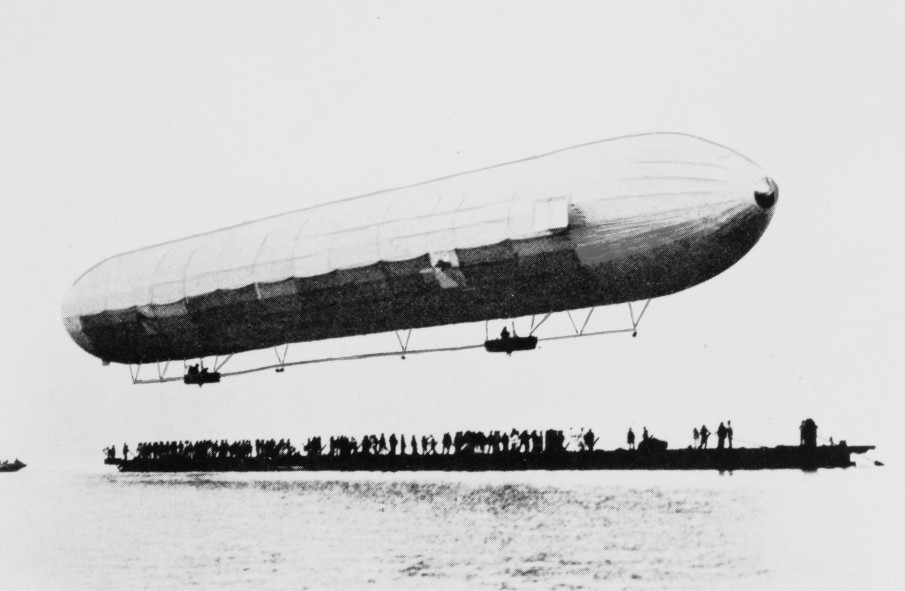
Il dirigibile Zeppelin LZ1, il primo costruito dal conte von Zeppelin e testato nel 1900

Con la presenza di Wilhelm e Karl Maybach all'interno dell'azienda, il conte von Zeppelin si assicurò un notevolissimo apporto tecnico di assoluta affidabilità. Anche Karl Maybach, infatti, ereditò dal padre il talento per la meccanica e la progettazione di motori, dimostrandosi fin da giovane una valente figura professionale. Inoltre, con la loro presenza cominciò tutta un'altra serie di circostanze ironiche, che ebbero origine dai grossi screzi avuti da Wilhelm all'interno della DMG. Ebbene, con la presenza di Maybach padre e figlio, la neonata azienda poté permettersi di non farsi più fornire i motori dalla DMG, che quindi perse uno dei suoi migliori clienti. Questo è stato uno dei vari episodi di incontro-scontro che si sarebbero verificati tra i Maybach e la DMG nel corso dei decenni, anche dopo la morte di Wilhelm.
Nel 1912, la Luftfahrzeug-Motorenbau fu trasferita a Friedrichshafen nel 1912 e rinominata Motorenbau GmbH Friedrichshafen. Alla nascita della nuova ragione sociale contribuì anche Karl Maybach, che si assicurò il 20% del capitale sociale, esattamente come il padre Wilhelm. In questo nuovo periodo, la maggior parte del lavoro era affidato a Karl Maybach, ma anche Wilhelm, nonostante fosse già anziano, collaborò attivamente alla costruzione di svariati modelli di dirigibile, con potenze che passarono dagli iniziali 150 CV (già raggiunti nei primi anni passati a Bissingen/Enz) ai 240 CV dei modelli più avanzati. Seguirono anche nuovi ritrovati ed espedienti per ridurre i consumi di questi motori.
L'8 maggio 1913, in occasione del 75º compleanno del conte von Zeppelin, Karl Maybach inaugurò lo Zeppelin 75, un dirigibile equipaggiato da un motore della potenza di 210 CV ed opportunamente alleggerito per ottenere migliori prestazioni. Il nome del dirigibile è stato voluto appositamente per celebrare il compleanno del conte von Zeppelin, il quale, stringendo la mano di Karl, dichiarò: Signor Maybach, con questo motore lei mi ha fatto il più bel regalo di compleanno!.
La produzione dell'azienda, però, non era riservata unicamente ai dirigibili, ma anche ad aeroplani, per i quali vennero costruiti motori appositi, come il motore DW, un 6 cilindri da 160 CV che tra l'altro è stato uno dei primi motori nella storia a montare l'accensione a doppia candela. Nel 1914, Karl Maybach ottenne il brevetto per il sistema di raffreddamento dell'olio nel motore IR, erede del motore DW. Il successivo motore, siglato HSLu, della potenza di 240 CV, fu l'ultimo motore alla cui costruzione collaborò Wilhelm Maybach, il quale si ritirò in seguito a vita privata, pur continuando a fornire consulenze private al figlio.

## La prima guerra mondiale e la Repubblica di Weimar
Con lo scoppio della prima guerra mondiale, si intensificò la produzione dei motori per aerei e dirigibili. In particolare, vennero forniti propulsori per 28 dirigibili e sei motoscafi.
Nel 1917, vi fu la morte del conte von Zeppelin. Dal maggio 1918, l'azienda, guidata a questo punto dal solo Karl Maybach, cambiò nome in Maybach-Motorenbau GmbH. L'apice della produzione di dirigibili fu l'LZ 127, equipaggiato con cinque Maybach VL2 12 cilindri a V.
Con il Trattato di Versailles fu proibito alla neonata Repubblica di Weimar la produzione di aerei e dirigibili, così Karl Maybach cominciò a pensare di indirizzarsi alla produzione in campo automobilistico. Durante questi anni, si rivelerà molto preziosa la consulenza del vecchio padre Wilhelm.

## La produzione di autovetture

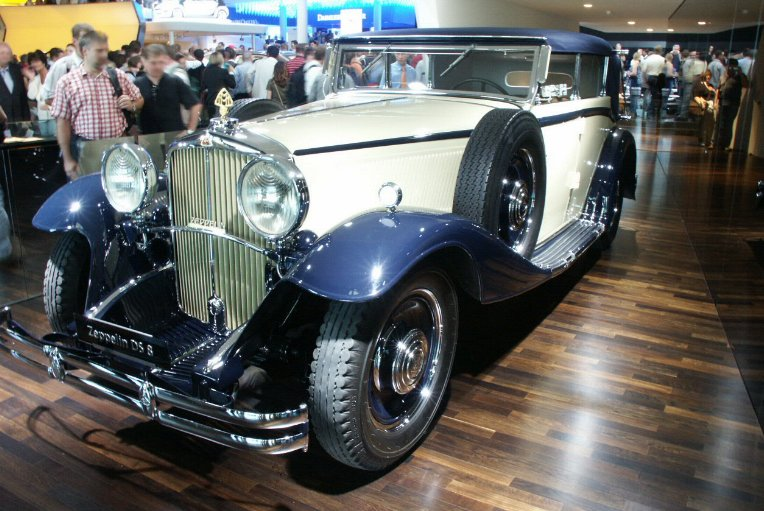
Maybach DS8

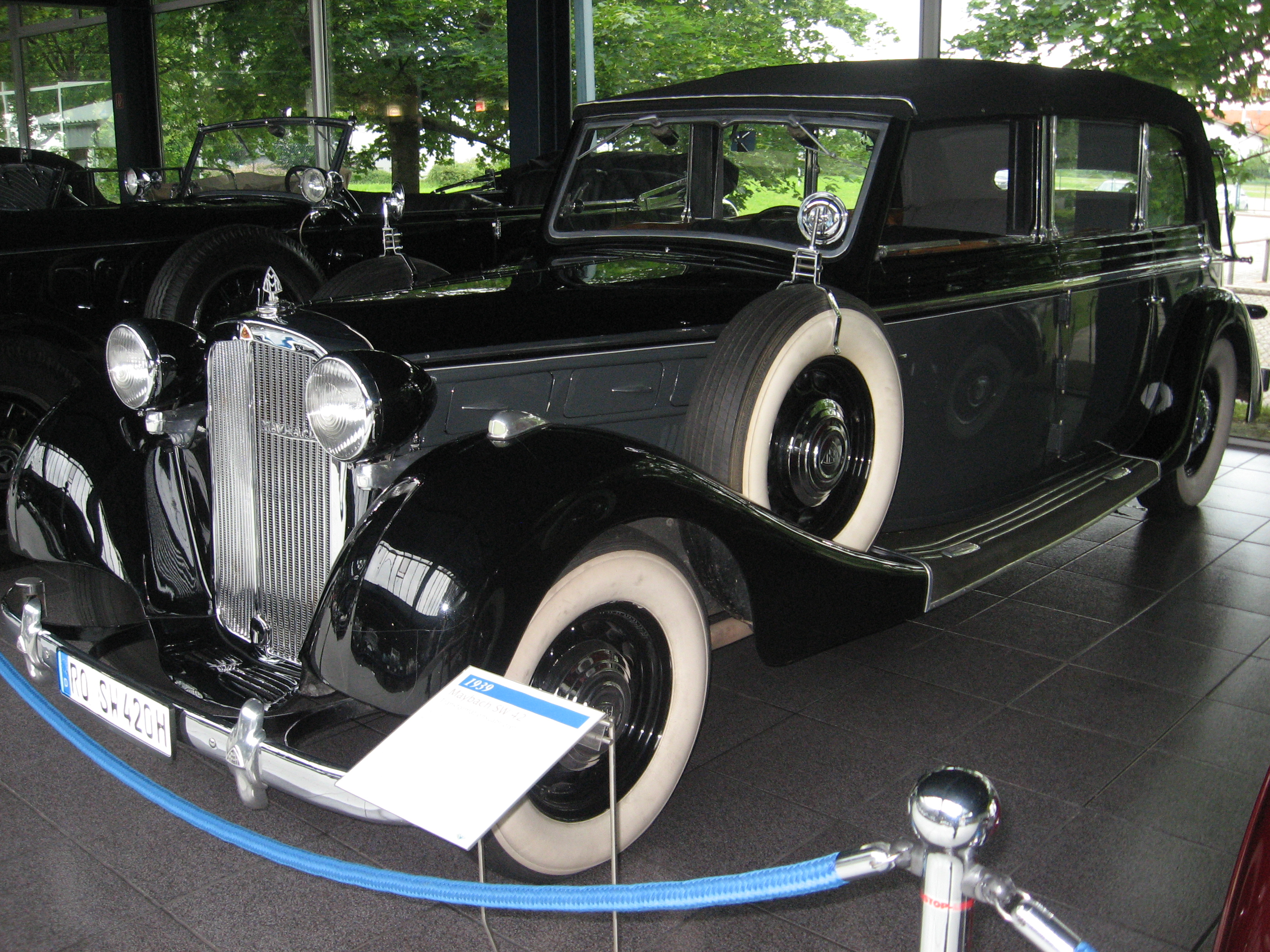
Maybach SW42 decapottabile

La prima creazione di Maybach fu il prototipo W1, che rimase tale, e subito dopo ricevette un ordine di 1000 motori dall'olandese Spyker. Inizialmente, il vero obiettivo della Maybach-Motorenbau era infatti quello di produrre solo motori e non autovetture finite. Ma la Spyker, poco tempo dopo l'ordine, si trovò a navigare in cattive acque dal punto di vista economico e non poté pagare questi motori. Che fare con i motori già prodotti? La risposta fu inevitabile: produrre autovetture finite per poterli utilizzare. Fu così che nel settembre del 1921 nacque il primo modello di autovettura marchiata Maybach: la W3, equipaggiata da un 6 cilindri in linea da 5.7 litri in grado di erogare 70 CV di potenza massima. A tale modello faranno poi seguito altri, come la Typ 12, lanciata nei primissimi mesi del 1929, e prima vettura equipaggiata da un V12, in questo caso da 7 litri e 150 CV: Karl Maybach la dedicherà a suo padre Wilhelm, il quale morirà alla fine dello stesso anno, il 29 dicembre. Due anni dopo vedranno la luce anche le Maybach DS7 e DS8. Il V12 da 8 litri montato da quest'ultima sviluppava ben 200 CV. Tale vettura sarà considerata il capolavoro automobilistico della Maybach. Da qui alla fine del decennio vi saranno altri modelli di cilindrata inferiore, da 3.4 a 5.2 litri. Poi, con lo scoppio della seconda guerra mondiale, la produzione subirà un drastico reindirizzamento.

## Seconda guerra mondiale
Durante la seconda guerra mondiale la Maybach produsse quasi tutti i motori dei carri armati e dei motoscafi tedeschi. Si trattava di motori a benzina che equipaggiavano i Panzer V Panther, i Panzer VI Tiger I e Panzer VI Tiger II, il Jagdpanzer VI Jagdtiger. L'ultima propaggine della produzione automobilistica all'interno del periodo bellico fu rappresentata dal modello SW42, mosso da un 6 cilindri da 4.2 litri e 140 CV di potenza. Presentato nel 1940, fu prodotto fino all'anno successivo. Fino al 1941 furono prodotte circa 2300 vetture, poi la produzione cessò definitivamente.

## Il dopoguerra e la Maybach-Manufaktur

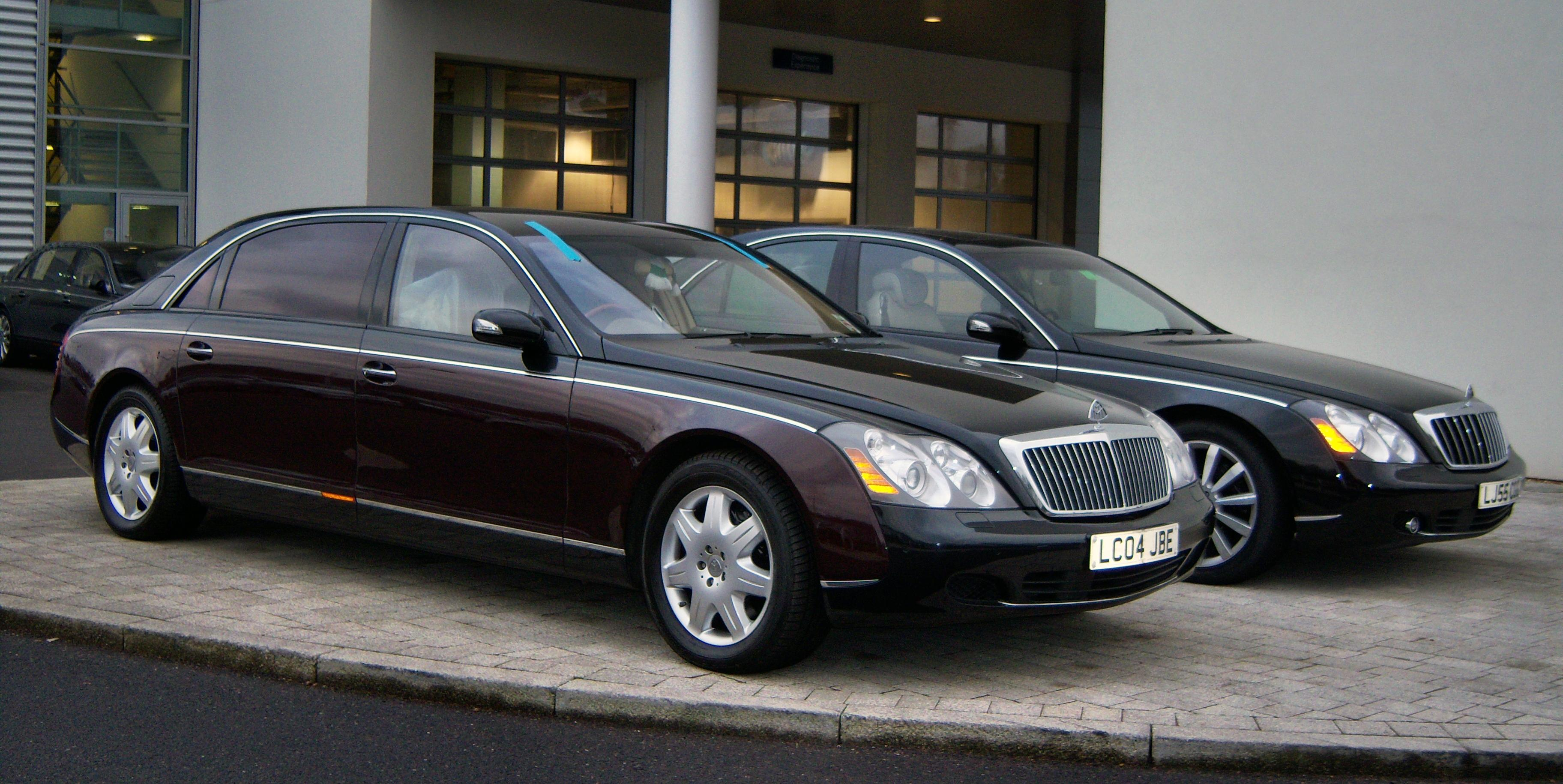
Le Maybach 57 e 62

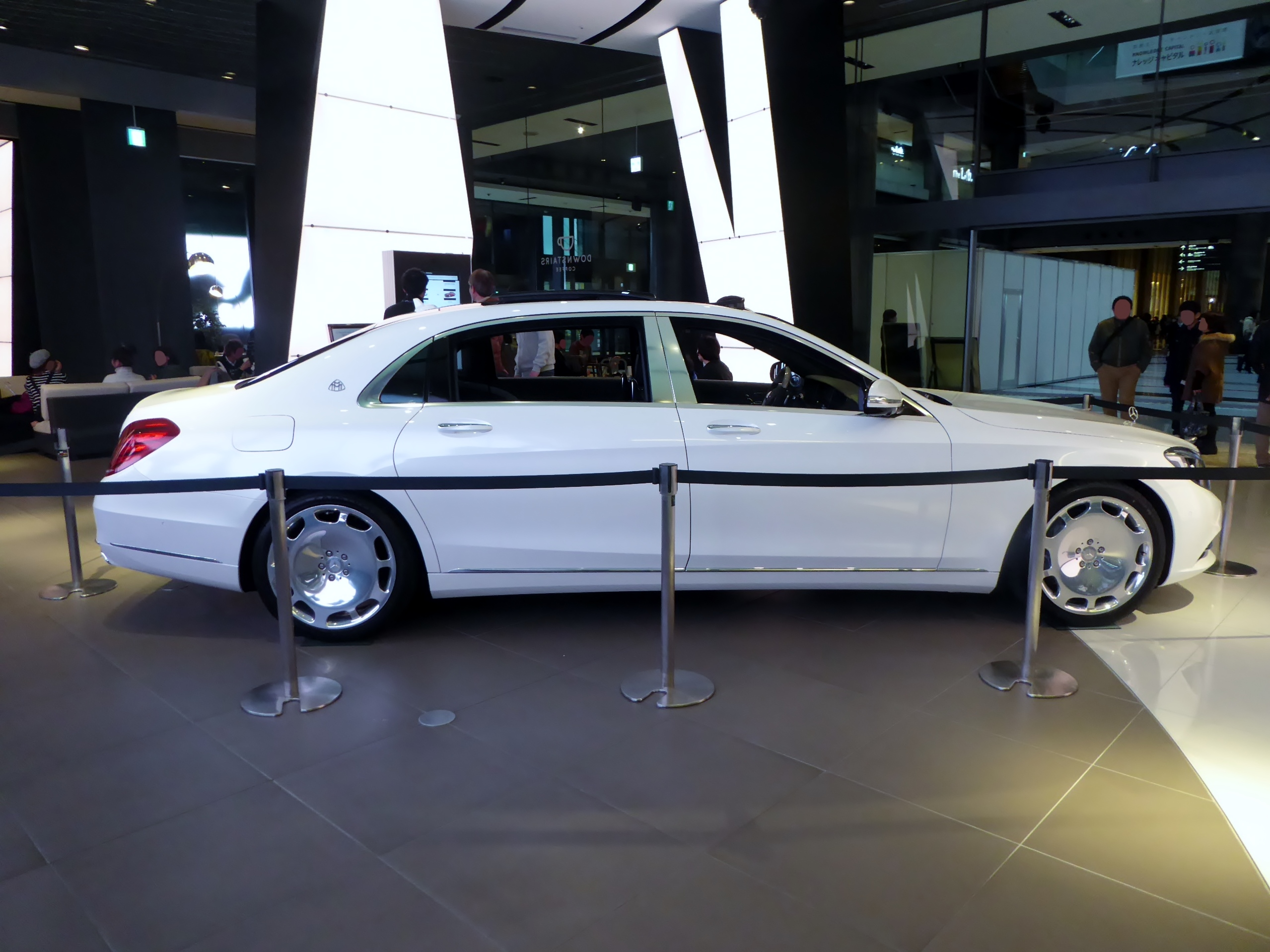
Mercedes-Maybach S550

Nel dopoguerra i tentativi per riprendere la produzione di veicoli fallirono per mancanza di capitale, e la Maybach si limitava ad eseguire riparazioni e a costruire motori diesel per navi e veicoli ferroviari. Alla fine degli anni cinquanta cambiò la propria ragione sociale in MTU Friedrichshafen GmbH e nel 1960, subito dopo la morte di Karl Maybach, fu rilevata dalla Daimler-Benz. La situazione rimase pressoché immutata per circa quarant'anni. Nel 1997, fu presentata a Tokyo una concept-car denominata Mercedes-Benz Maybach. Quando si decise di convertire tale prototipo alla produzione in serie, ci si rese conto che, data la levatura del modello, sarebbe stato più appropriato rispolverare un marchio ancor più nobile, qual era appunto la Maybach. Nel 2002 è quindi ripresa la fabbricazione di automobili, sotto il marchio Maybach-Manufaktur, nuova ragione sociale del glorioso marchio tedesco. Il modello che debuttò nella primavera di quell'anno fu la 57/62, una berlina di lusso con lo chassis ed il motore Mercedes-Benz. La vettura era quasi uguale al prototipo del 1997, tranne alcuni particolari come i fari anteriori. Come settant'anni prima, quindi, la Maybach tornò nel settore automobilistico a fronteggiare vetture del calibro di Rolls-Royce e Bentley. Alla fine, sempre continuando a "giocare" con le ironie della sorte, Maybach e Mercedes-Benz, da marchi rivali si trovarono ad essere uniti sotto l'egida della DaimlerChrysler, successivamente divenuta Daimler AG. Nel 2005 venne presentata una concept sportiva ad altissime prestazioni, denominata Exelero, mentre nel 2009, per celebrare i 100 anni di vita dell'azienda fondata da Wilhelm Maybach e dal conte von Zeppelin, venne introdotta una versione particolare della limousine prodotta in serie, denominata Maybach Zeppelin, e a tiratura limitata di 100 pezzi.
Il 26 novembre 2011 il presidente del gruppo Daimler, Dieter Zetsche, ha annunciato in un'intervista al quotidiano tedesco "Frankfurter Allgemeine" che la produzione di vetture Maybach sarebbe cessata nel 2013 a causa delle vendite deludenti (circa 3.000 esemplari fra il 2002 e il 2011, contro un'aspettativa di un migliaio di unità all'anno).
Il 19 agosto 2012 arriva ufficialmente la notizia della chiusura della Maybach, tuttavia la Daimler AG ha dichiarato che il marchio sarebbe ritornato verso la fine del 2014. E infatti, al Motor Show di Los Angeles 2014, la Daimler ha presentato la Mercedes-Maybach S, una versione lussuosissima e a passo extra-lungo della Mercedes-Benz Classe S. Nel 2016 arriva la versione cabriolet, in edizione limitata di 300 esemplari, mentre nel 2017 è il turno della Classe G, prodotta in soli 99 esemplari e disponibile solo con carrozzeria landaulet. Nel novembre 2019 viene invece presentata la Mercedes-Maybach GLS, la versione di punta della Mercedes-Benz GLS.